# Isa Thorlacius
Isa Thorlacius (* 4. Juli 2004) ist eine dänische Schauspielerin.

## Leben und Karriere
Thorlacius wurde am 4. Juli 2004 geboren. Ihr Debüt gab sie 2018 in der Fernsehserie BaseBoys. Anschließend spielte sie 2023 in der Serie Troldehjertets Hemmelighed mit. Anschließend bekam sie 2022 in der Serie Julehjertets Hemmelighed eine Hauptrolle. Unter anderem spielte Thorlacius 2023 in der Serie Troldehjertets Hemmelighed mit.

## Filmografie
- 2018: BaseBoys (Fernsehserie)
- 2022: Julehjertets Hemmelighed (Fernsehserie)
- 2023: Troldehjertets Hemmelighed (Fernsehserie)